# 1105

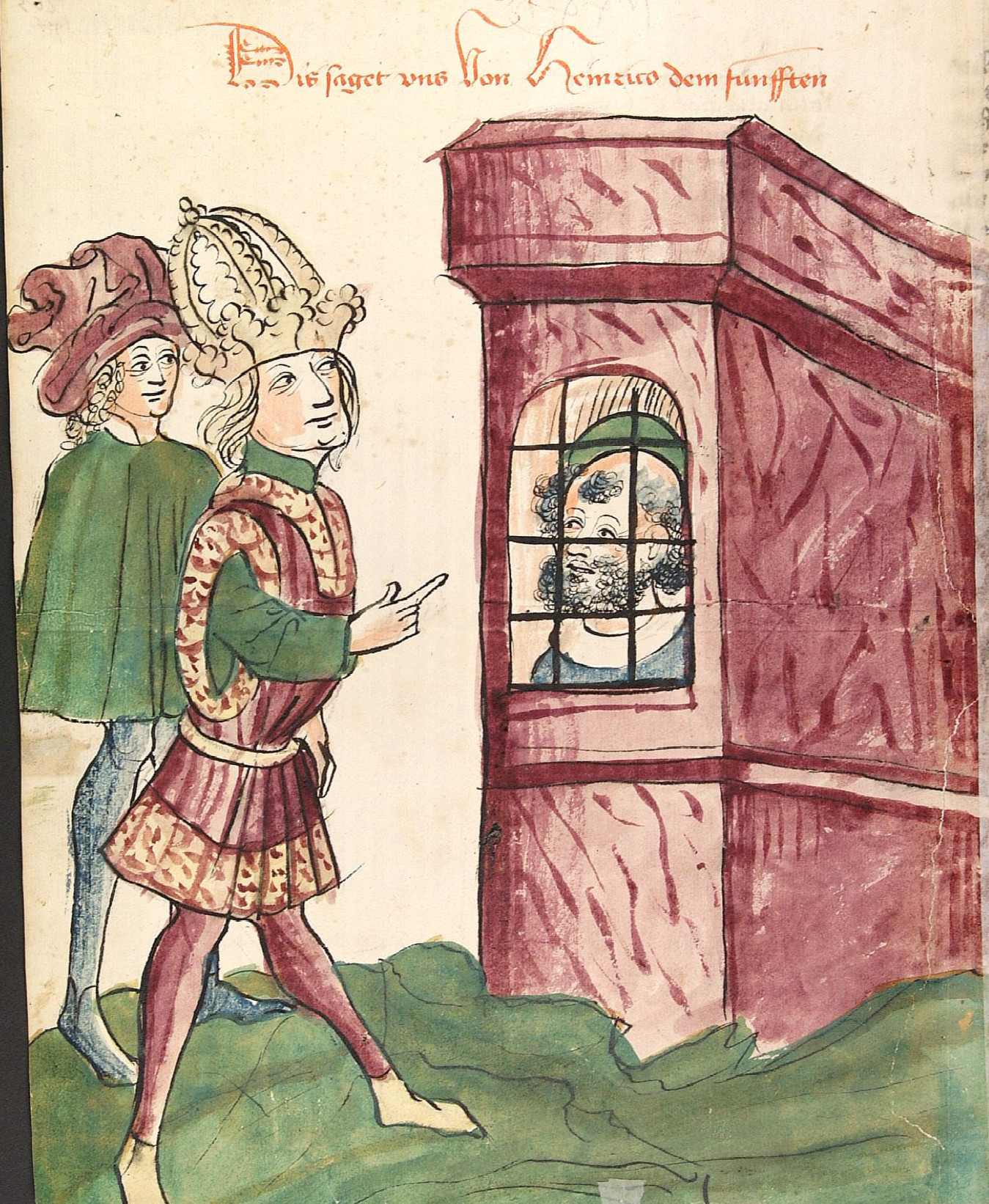
Hendrik V bezoekt zijn vader Hendrik IV in de gevangenis

Het jaar 1105 is het 5e jaar in de 12e eeuw volgens de christelijke jaartelling.

## Gebeurtenissen
- Hendrik, de zoon van keizer Hendrik IV, komt tegen zijn vader in opstand, dwingt hem afstand te doen van de troon en zet hem gevangen. Hij wordt als Hendrik V koning van Duitsland. Hendrik IV weet te ontsnappen en komt op zijn beurt in opstand tegen zijn zoon.
- Hendrik I van Engeland invadeert Normandië, dat geregeerd wordt door zijn broer Robert Curthose en waar zijn politieke tegenstander Robert Belleme invloedrijk geworden is. Hij verovert Bayeux en Caen.
- Paus Paschalis II excommuniceert Robert van Meulan, de belangrijkste adviseur van Hendrik I en alle door Hendrik benoemde bisschoppen, en dreigt Hendrik zelf te excommuniceren. Hendrik treedt in antwoord hierop in L'Aigle om hun geschilpunten, onderdeel van de investituurstrijd, op te lossen.
- Tamna, dat het huidige Jeju omvat, verliest zijn autonomie en wordt een provincie van Goryeo.
- 27 augustus - Derde Slag bij Ramla: Het koninkrijk Jeruzalem onder Boudewijn I verslaat de Fatimiden.
- Bohemund I van Antiochië vertrekt naar Europa om steun te zoeken voor zijn vorstendom. Tancred treedt opnieuw op als regent.
- Slag bij Artah: De Antiochse kruisvaarders onder Tancred verslaan de Seltsjoeken van Aleppo onder Fakhr al-Mulk Radwan.
- De kruisvaarders veroveren Tyrus.
- De kruisvaardersburcht Toron wordt gebouwd.
- Odo van Doornik wordt bisschop van Kamerijk.
- De kathedraal van Bayeux wordt door brand verwoest.
- Leopold III van Oostenrijk trouwt met Agnes van Waiblingen.
- Willem I van Luxemburg trouwt met Liutgard van Nordheim.
- Voor het eerst genoemd: Houweningen, Moelingen, Moen, Papendrecht, Quartes, Tielt

## Opvolging
- Bar en Verdun - Diederik II opgevolgd door zijn zoon Reinoud I
- Heilige Roomse Rijk - keizer Hendrik IV opgevolgd door zijn zoon Hendrik V
- Graafschap Montbéliard - Diederik I opgevolgd door zijn zoon Diederik II
- Seltsjoeken - Barkiyaruq opgevolgd door zijn zoon Malik Sjah II, op zijn beurt opgevolgd door Barkiyaruqs broer Mohammed Tapar
- Graafschap Sicilië - Simon opgevolgd door zijn broer Rogier II
- Tegenpaus (18 november) - Maginulf als Silvester IV in opvolging van Albertus
- Toulouse en Rouergue - Raymond IV opgevolgd door zijn zoon Bertrand
- Graafschap Tripoli - Raymond IV opgevolgd door zijn zoon Alfons Jordaan met Willem II van Cerdagne als regent
- Hertogdom Zwaben - Frederik I opgevolgd door zijn zoon Frederik II

## Geboren
- 1 maart - Alfons VII, koning van Galicië (1119-1157), Leon en Castilië (1126-1157)
- Melisende, koningin van Jeruzalem (1131-1153)
- Wladislaus de Balling, groothertog van Polen (1138-1146)
- Mathilde, gravin van Boulogne (jaartal bij benadering)
- ibn Tufail, Andalusisch schrijver (jaartal bij benadering)

## Overleden
- 2 januari - Diederik I, graaf van Bar (1070-1105), Montbéliard (1073-1105) en Verdun (1100-1105)
- 28 februari - Raymond van Toulouse (~63), graaf van Rouergue (1080-1105), Toulouse (1094-1105) en Tripoli (1098-1105)
- 4 juni - Frederik I, hertog van Zwaben
- 13 juli - Rasji (65), Frans joods theoloog
- 28 september - Simon (~12), grootgraaf van Sicilië (1101-1105)